# Myotis
Myotis (Kaup, 1829) è un genere di pipistrelli della famiglia dei Vespertilionidi, comunemente noti come vespertili e diffusi in tutto il mondo, tranne che nelle zone polari e circumpolari, nelle aree desertiche e in alcune isole remote.

## Descrizione

### Dimensioni
Al genere Myotis appartengono pipistrelli di piccole dimensioni, con lunghezza della testa e del corpo tra 35 e 100 mm, la lunghezza dell'avambraccio tra 28 e 69 mm, la lunghezza della coda tra 28 e 65 mm e un peso fino a 45 g nella specie più grande, il vespertilio maggiore.

### Caratteristiche craniche e dentarie
Il cranio è solitamente delicato, con il rostro lungo circa quanto la scatola cranica, la cresta sagittale bassa e la bolla timpanica ben sviluppata, semplice nella forma ma mai ingrandita. Gli incisivi superiori sono ben sviluppati, diversi nella forma e con una corona alta, quelli interni dispongono di una cuspide secondaria. Gli incisivi inferiori sono tutti uguali e disposti in una fila continua tra i canini. Questi ultimi sono semplici e ben sviluppati, senza alcuna cuspide supplementare. I primi due premolari sono ridotti nelle dimensioni, mentre il terzo è solitamente più grande. In alcune forme il secondo premolare superiore e inferiore è mancante oppure è disposto verso l'interno fuori dalla linea alveolare e nascosto dai due denti contigui.
Sono caratterizzati dalla seguente formula dentaria:

### Aspetto
La pelliccia è lunga e lanosa, talvolta corta e setosa. Le parti dorsali assumono generalmente varie sfumature di marrone, mentre quelle ventrali sono più chiare. Alcune forme hanno delle fasi più scure mentre altre sono di un brillante color arancione. Il muso è liscio, privo di qualsiasi foglia nasale o escrescenza carnosa, piccolo, appuntito e con delle piccole protuberanze ghiandolari sui lati. Le orecchie sono lunghe e strette; quando sono piegate in avanti, raggiungono o sorpassano sempre la punta del naso. Il trago è lungo e sottile, spesso raggiunge la lunghezza della metà del padiglione auricolare e talvolta è curvato in avanti. Gli occhi sono piccoli ma sporgenti e ben visibili. Le membrane alari variano dal grigio traslucido al nero opaco; nelle specie che hanno il colore del corpo brillante, queste sono arancioni, con la porzione centrale delle membrane inter-digitali nere. La coda è relativamente lunga, quasi sempre compresa interamente nell'uropatagio, il quale è ben sviluppato e solitamente privo di peli. Alcune forme presentano una frangiatura di peli lungo il margine libero. Il calcar è lungo, sottile e in alcuni casi con dei lobi di rinforzo centrali o terminali. Il piede può essere di proporzioni variabili. Questa caratteristica è determinante per distinguere le varie specie, divise principalmente in forme con piede corto, lungo meno della metà della tibia ed altre con il piede allungato, che supera anche di tanto la metà della tibia stessa. Tuttavia esistono dei casi aberranti in cui il piede è enorme come in Myotis stalkeri o Myotis macrotarsus e addirittura lungo quanto la tibia stessa in Myotis vivesi, il quale presenta anche dita ed artigli fortemente compressi lateralmente. Lo sviluppo dell'arto in questo senso è strettamente correlato alle abitudini alimentari, spesso associate alla cattura di insetti acquatici o di piccoli pesci sulla superficie dell'acqua, similmente alle specie del genere Noctilio. 

### Ecolocazione
Emettono ultrasuoni a ciclo di lavoro basso, frequenza modulata a banda larga e con impulsi di breve durata. Questa configurazione è associata alle attività predatorie negli spazi aperti.

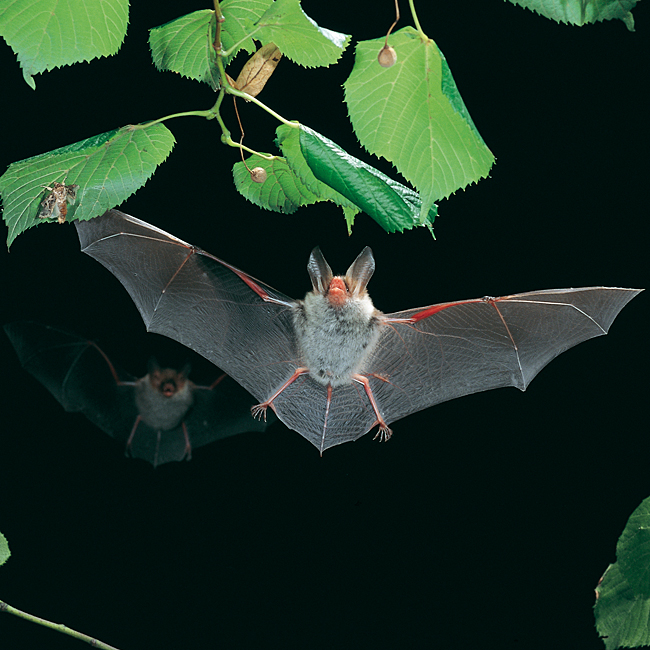
Vespertilio di Bechstein in volo

## Distribuzione
Il genere è diffuso in tutti i continenti con esclusione delle regioni polari e circumpolari, delle zone interne desertiche e di alcune isole remote. Ha l'areale naturale più esteso tra tutti i mammiferi, escluso l'uomo. 

## Tassonomia
Il genere comprende 128 specie. Recenti studi filogenetici e molecolari hanno evidenziato l'apparente esistenza di due distinti gruppi evolutivi rappresentati dalle forme del vecchio e del nuovo mondo. All'interno del primo gruppo inoltre è ben evidenziato un clade comprendente la maggior parte delle specie africane e alcune forme dell'ecozona orientale caratterizzate dal colore brillante del corpo e dalle membrane alari arancioni e nere, le quali erano state inizialmente incluse nel sottogenere Chrysopteron.
Specie del Vecchio mondo:
Myotis adversus
Myotis alcathoe
Myotis altarium
Myotis annamiticus
Myotis annatessae
Myotis annectans
Myotis ater
Myotis aurascens
Myotis australis
Myotis badius
Myotis bechsteinii
Myotis blythii
Myotis bombinus
Myotis brandtii
Myotis bucharensis
Myotis capaccinii
Myotis chinensis
Myotis crypticus
Myotis csorbai
Myotis dasycneme
Myotis daubentonii
Myotis davidii
Myotis emarginatus
Myotis fimbriatus
Myotis frater
Myotis gomantongensis
Myotis guarani
Myotis hajastanicus
Myotis hasseltii
Myotis hayesi
Myotis himalaicus
Myotis horsfieldii
Myotis hosonoi
Myotis ikonnikovi
Myotis indochinensis
Myotis insularum
Myotis laniger
Myotis longipes
Myotis macrodactylus
Myotis macropus
Myotis macrotarsus
Myotis moluccarum
Myotis montivagus
Myotis muricola
Myotis myotis
Myotis mystacinus
Myotis nattereri
Myotis nipalensis
Myotis nustrale
Myotis oxygnathus
Myotis ozensis
Myotis pequinius
Myotis petax
Myotis phanluongi
Myotis pilosus
Myotis pruinosus
Myotis punicus
Myotis ridleyi
Myotis rosseti
Myotis schaubi
Myotis secundus
Myotis sicarius
Myotis siligorensis
Myotis soror
Myotis stalkeri
Myotis yanbarensis
Myotis yesoensis
Myotis zenatius 
Sottogenere Chrysopteron - Clade Etiopica
Myotis anjouanensis
Myotis bartelsi
Myotis bocagii
Myotis dieteri
Myotis formosus
Myotis goudoti
Myotis hermani
Myotis morrisi
Myotis nimbaensis
Myotis rufoniger
Myotis rufopictus
Myotis scotti
Myotis tricolor
Myotis weberi
Myotis welwitschii
Specie del Nuovo mondo:
Myotis aelleni
Myotis albescens
Myotis atacamensis
Myotis attenboroughi
Myotis auriculus
Myotis austroriparius
Myotis bakeri
Myotis californicus
Myotis chiloensis
Myotis ciliolabrum
Myotis clydejonesi
Myotis cobanensis
Myotis diminutus
Myotis dominicensis
Myotis elegans
Myotis evotis
Myotis findleyi
Myotis fortidens
Myotis grisescens
Myotis handleyi
Myotis izecksohni
Myotis keaysi
Myotis keenii
Myotis lavali
Myotis leibii
Myotis levis
Myotis lucifugus
Myotis martiniquensis
Myotis melanorhinus
Myotis midastactus
Myotis moratellii
Myotis nesopolus
Myotis nigricans
Myotis occultus
Myotis oxyotus
Myotis peninsularis
Myotis planiceps
Myotis riparius
Myotis ruber
Myotis septentrionalis
Myotis simus
Myotis sodalis
Myotis thysanodes
Myotis velifer
Myotis vivesi
Myotis volans
Myotis yumanensis
La specie Myotis oreias, descritta attraverso un unico individuo depositato presso il museo Naturalis di Leida, è effettivamente la combinazione tra una pelle di un membro del genere Kerivoula e il cranio di una forma di questo genere.